# Pseudomyrmex seminole
Pseudomyrmex seminole is een mierensoort uit de onderfamilie van de Pseudomyrmecinae. De wetenschappelijke naam van de soort is voor het eerst geldig gepubliceerd in 1985 door Ward.